# Asunción Nochixtlán
Asunción Nochixtlán è un comune del Messico, situato nello stato di Oaxaca.